# Adobe Flash
Adobe Flash foi um software primariamente de gráfico vetorial - apesar de suportar imagens bitmap e vídeos - utilizado geralmente para a criação de animações interativas que funcionam embutidas num navegador web e também por meio de desktops, celulares, smartphones, tablets e televisores. O produto era desenvolvido e comercializado pela Macromedia, empresa especializada em desenvolver programas que auxiliam o processo de criação de páginas web.
Costumava-se chamar apenas de flash os arquivos gerados pelo Adobe Flash, ou seja, a animação em si. Esses arquivos são de extensão ".swf" (de Shockwave Flash File). Eles podem ser visualizados em uma página web (esse recurso não pode mais ser utilizado, a partir de Adobe Flash Animate 2017) usando um navegador que o suportava (geralmente com plug-in especial) ou através do Flash Player, que foi um leve aplicativo somente-leitura distribuído gratuitamente pela Adobe. Os arquivos feitos em Flash foram comumente utilizados para propaganda animada (banners) em páginas web, mas evidentemente não limitando-se a isso, pois existiam diversos jogos e apresentações dos mais variados tipos utilizando a tecnologia. Até mesmo sites inteiros podiam ser feitos em '.swf'.
No Flash 5.0 em diante, a Macromedia expandiu a utilização do Flash para além de simples animações, mas também para uma ferramenta de desenvolvimento de aplicações completas.
Isso graças aos avanços na linguagem ActionScript, que foi a linguagem de programação utilizada em aplicações de arquivos flashes (.swf). Com a terceira versão da ActionScript lançada em junho de 2006 tornou-se mais fácil e rápido a criação de aplicações para web, além de contar com recursos melhorados.
A Adobe AIR, foi lançada pela Adobe, em fevereiro de 2008 , com o objetivo de solidificar o desenvolvimento da linguagem ActionScript, seja através do Flash, do Adobe Flex ou de outros programas.
Em 1º de dezembro de 2015, foi anunciado que o Flash daria lugar ao Adobe Animate, isso foi parte de um esforço da Adobe à desvincular a aplicação ao Flash Player, reconhecendo que havia uma grande autoria de uso do HTML5 e conteúdo em vídeo, e o esforço de descorajar o uso do mesmo em favor de soluções baseadas para web-standards (normas da web, em sua tradução livre)., a primeira versão com o nome "Adobe Animate" foi lançado em 8 de fevereiro de 2016.

## A história do Flash

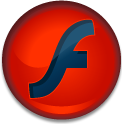
Ícone de computador do Adobe Flash Player 6.

O Flash veio de softwares que foram desenvolvidos para desenhos sem animações. Depois disso Jonathan Gay trabalhou para desenvolver programas que tivessem alguma interatividade e animação. O Intellidraw, além de desenhar, poderia adicionar comportamentos interativos a esses desenhos. Mas, mesmo assim, os programas eram difíceis de serem manipulados, pois eram feitos com joysticks e depois utilizaram canetas que desenhava em mesas (boards). Da necessidade de uma ferramenta que pudesse ser mais acessível, surgiu o Smartsketch, que trouxe uma melhor maneira de se desenhar no computador e estabeleceu grande sucesso num mercado que era dominado pelo Adobe Illustrator e Macromedia Freehand.
Em 1995, a Futurewave recebeu retorno de vários usuários para tornar essa ferramenta em uma ferramenta de animação, mas o mercado de animação era muito pequeno. Nesse mesmo tempo surgia a internet, um mercado muito promissor para esse tipo de ferramenta. Pensando nisso, começaram a aprimorar o Smartsketch, visando colocar animação e usar Java para renderizar um player de web. A partir daí, o Smartsketch se tornou um programa totalmente voltado para animação e mudou de nome para "Cellanimator". Porém, temendo ser confundido somente com um software de criação de cartoon, ele mudou o nome para Future Splash Animator.
Em novembro de 1996, a Macromedia se juntou com a FutureWave e, em dezembro do mesmo ano, a Macromedia adquiriu a companhia, e o Future Splash Animator se tornou o Flash 1.0.
Em abril de 2005 a Adobe Systems divulga a aquisição da Macromedia em uma transação de 3,4 bilhões de dólares. A união das duas gigantes do setor traz novidades muito agradáveis para o Flash. Em março de 2007 é lançado o Adobe Flash CS3, nona versão do software e primeira produzida pela Adobe. O Flash CS3 integra a Adobe Creative Suíte 3, passando a ter compatibilidade total com softwares da Adobe como o Adobe Illustrator ou Adobe Photoshop. Em janeiro de 2016, o Flash foi sucedido pelo Adobe Animate, onde integra as mesmas funções do Flash numa aplicação mais moderna. O Flash deixou de existir completamente em 2020.